# Wienerwalz (Plopsaland, vanaf 2015)
Wienerwalz is een attractie in het Belgische attractiepark Plopsaland Belgium en opende op 6 april 2015. De attractie ligt op het Kermisplein en is gethematiseerd rond Samson en Gert en Samson en Marie.
Bezoekers kunnen plaatsnemen in een van de 22 enkele zitjes of in een van de 10 duo-zitjes. Kinderen tussen 1 meter en 1 meter 20 dienen begeleid te worden door een persoon vanaf 15 jaar in een van de duo-zitjes. Er mag slechts één persoon groter dan 1 meter 50 in de duo-zitjes plaatsnemen.
De attractie is een zweefmolen van het type 10m Wave Swing van de Nederlandse bouwer Wooddesign Amusement Rides. De structuur waaraan de gondels gevestigd zijn draait rond en gaat in het begin van de rit omhoog op een paal waarvan de top licht gekanteld is. Deze paal draait rond in de tegengestelde richting, waardoor een golfeffect gecreëerd wordt.

## Trivia
- De voorganger van de huidige Wienerwalz stond al sinds de jaren 80 in het park. (zie Wienerwalz (tot 2015)). Volgens Plopsa was de attractie versleten en aan vervanging toe.[2] Het nieuwe exemplaar is kleiner ten opzichte van het oude. Bij het vervangen van de oude Wienerwalz is ook de wachtrij aangepast geweest. Terwijl de wachtrij vroeger voor de attractie liep, gaat die nu achter de attractie. Ook werd de wachtrij opgesplitst in een rij voor de enkele zitjes en een rij voor de duo-zitjes.
- In 2021 werd de attractie uitgerust met decoratie van Samson en Marie. De helft van de tekeningen op de bovenkant van de attractie, die voordien allemaal van Gert waren, werden vervangen door tekeningen van Marie.
- In Plopsa Indoor Hasselt, Plopsa Indoor Coevorden, Plopsaland Deutschland, Majaland Kownaty, Majaland Praha, Majaland Warschau en Majaland Gdańsk bevinden zich overal attracties van hetzelfde type. De exemplaren in Hasselt en Coevorden zijn vrijwel identiek aan het exemplaar van De Panne, alleen met andere kleuren en een ander thema: K3.[3] [4] Het exemplaar in Plopsaland Deutschland is gethematiseerd naar vliegtuigen.[5] De exemplaren in Polen en Praag zijn in thema van vlinders.[6][7][8][9]

Afbeeldingen